# Muzeum Czynu Zbrojnego Żywiecczyzny w Żywcu
Muzeum Czynu Zbrojnego Żywiecczyzny w Żywcu – muzeum położone w Żywcu. Mieści się w poniemieckim schronie przeciwlotniczym (Luftschutz Räume), pochodzącym z 1944 roku.
Placówka powstała z inicjatywy Klubu Miłośników Oręża Polskiego „Lech” przy pomocy władz miejskich. Została otwarta w dniu 14 maja 2011 roku. Znajdująca się w muzeum ekspozycja składa się z przedmiotów pozyskanych ze zbiorów prywatnych i ukazuje udział mieszkańców Żywiecczyzny w konfliktach zbrojnych XX wieku, m.in. w I i II wojnie światowej, wojnie polsko-bolszewickiej oraz wojnie polsko-czechosłowackiej. Szeroko ukazany jest okres okupacji hitlerowskiej w Żywcu i okolicach z uwzględnieniem działalności organizacji niepodległościowych oraz walk partyzanckich. W placówce zrekonstruowano również pomieszczenie sztabowe oficera Batalionu Obrony Narodowej z okresu kampanii wrześniowej. 
Muzeum czynne jest od poniedziałku do piątku w godzinach pracy MCK.